# Píti
A píti (páli; szanszkrit: Príti) a buddhizmusban egy mentális tényező (páli:csetaszika, szanszkrit: csaitaszika), amely a buddhista meditációban a koncentrációs abszorpció (szanszkrit: dhjána; Pali: dzshána).  A píti egy nagyon különleges öröm, amelyre a mély nyugalom állapota jellemző. Magyar fordításai: elragadtatás, öröm, érdeklődő öröm, lelkesültség.  Ezt megkülönböztetik a hosszabban tartó meditációs „örömtől” vagy „boldogságtól” (páli, szanszkrit: szukha), amely a píti mellett jelentkezik.

## Az abszorpció tényezője
A buddhista meditációban a koncentrációs abszorpció kialakítását (szanszkrit: dhjána; páli: dzshána) a következő tényezőkben határozza meg a buddhista kánon:
- alkalmazott gondolat (vitakka)
- kitartott gondolat (vicsára)
- öröm/lelkesség (píti)
- boldogság/öröm (szukha)
- egykedvűség (upekkhá)[1]

A píti és a szukha is a testtől való elkülönülésből és a mentális nyugalomból fakad. Az 5. századi Viszuddhimagga a következőképpen tesz különbséget píti és szukha között:
|  | „ahol píti van, ott szukha is van, viszont ahol szukha van, ott nem feltétlenül van píti. Tartalmi fordítás innen:” |
|  | |

## Ötrétű osztályozása
Amint a meditáló tapasztalja a nyugalmat (szamatha) az ötféle öröm (piti) közül valamelyik fel fog lépni.  Ezek a következők:
- Gyenge öröm - csupán libabőrt okoz.
- Rövid öröm - időről időre villámszerűen.
- Lefelé menő öröm - a testen belül robban és hullámszerűen érkezik.
- Magasztos öröm - ettől a test fel akar ugrani az égig.
- Beteljesítő öröm - olyan áradat, ami akkora mint egy óriási hegy.

Igazából csak az utolsó kettő tekintendő pítinek. Az első négy mind a legutolsó előkészítésére szolgál, amely már az első dhjána tényező.